# Jamhuri FC
Der Jamhuri FC ist ein sansibarischer Fußballverein aus Pemba.
Der Verein wurde 1953 unter dem Namen Albalaghashi FC gegründet. 1964 folgte die Umbenennung in Jamhuri FC. Lokaler Rivale ist der Verein Mwenge SC. Seine Heimspiele trägt der Club im Gombani Stadium aus. Der größte Erfolg war 2003 der Gewinn der heimischen Premier League. Aber erstmals nahm man 2012 an den afrikanischen Wettbewerben teil.

## Statistik in den CAF-Wettbewerben
| Wettbewerb                 | Runde    | Gegner          | Hinspiel | Rückspiel |  |
| -------------------------- | -------- | --------------- | -------- | --------- |  |
|                            |          |                 |          |           |  |
| CAF Confederation Cup 2012 | Vorrunde | Hwange FC       | 0:3 (H)  | 1:4 (A)   |  |
| CAF Champions League 2013  | Vorrunde | Saint-George SA | 0:3 (H)  | 0:5 (A)   |  |